# Nicola Kuhn
Nicola Kuhn es un tenista profesional alemán que en la actualidad ocupa el puesto 319 de la ATP. Nació en Innsbruck (Austria) el 20 de marzo de 2000 pero su familia se trasladó a Torrevieja (Alicante) cuando tenía tres meses de edad. De padre alemán y madre rusa, Nicola Kuhn defiende los colores de Alemania desde 2021. Es un tenista diestro con revés a dos manos y dentro del ATP Challenger Tour ha conseguido 2 títulos individuales en Braunschweig (Alemania) y El Espinar (España) y 1 título de dobles en Budapest (Hungría).

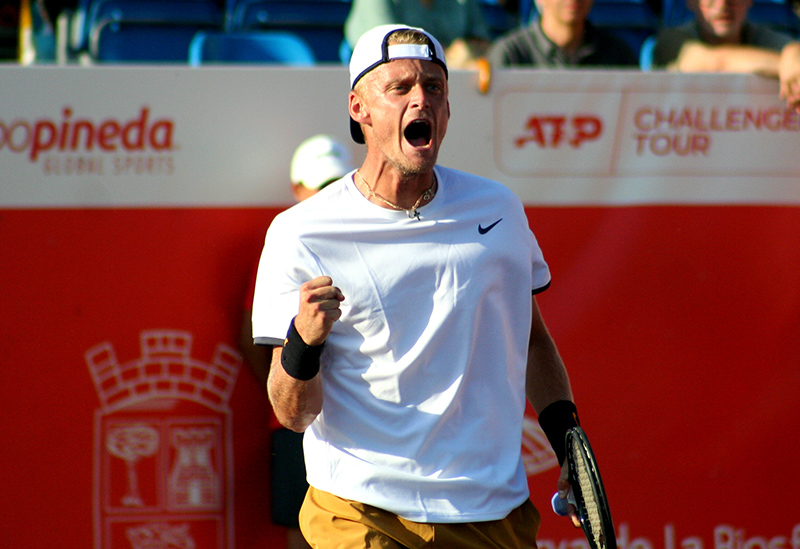
Final del Challenger de El Espinar 2019 en el que Nicola Kuhn se hizo con el título

## Primeros pasos hasta júnior
Nico comenzó a jugar al tenis a la edad de 6 años cuando sus padres le compraron su primera raqueta para que comenzara a entrenar en el club de su localidad, Torrevieja. Esta afición provenía de la afición de su madre, Rita, de ver partidos de tenis de Boris Becker y Steffi Graf en televisión. Desde los 6 a 12 años permanece en el Club de Tenis Torrevieja bajo las directrices de los entrenadores David Pérez y Pedro Caprotta, y en esta etapa consigue destacar a nivel nacional proclamándose campeón de España e internacional sub-12, haciéndose campeón del mundo sub-10 en la Smirkva Bowl.
Debido a sus buenos resultados, con 12 años decide trasladarse a entrenar a JC Ferrero - Equelite Sports Academy (Villena, Alicante), donde sigue creciendo como jugador en un ambiente rodeado de jugadores de élite encabezado por el ex número 1 del mundo, Juan Carlos Ferrero. Durante esta época consigue un sinfín de títulos a nivel individual y por equipos, destacando sin duda el subcampeonato del mundo de 2014 en el prestigioso torneo Les Petits As, celebrado en Tarbes (Francia), donde cedió en una disputada final ante el francés Rayane Roumane por 5-7, 7-5 y 6-1. Ese mismo año consiguió proclamarse Campeón de España sub-14 (Manuel Alonso), Campeón del Master Europeo Sub-14, y ser el número uno del ranking Tennis Europe.
El 2015 también fue un gran año en la evolución de Nicola Kuhn consiguiendo su primer punto ATP en el ITF Futures de Lérida y proclamándose Campeón de Alemania sub-16, Campeón de Europa y del Mundo por equipos con Alemania sub-14, Campeón de Europa por equipos con Alemania sub-16 y consiguiendo sus dos primeros ITF Juniors precisamente en la misma ciudad, en Shenzhen (China), uno de grado 4 y otro de grado 5. Además fue designado como MVP en la Copa Davis Junior celebrada en la Caja Mágica de Madrid tras ganar todos sus enfrentamientos tanto de individual como de dobles a excepción del último partido de dobles de la final contra Canadá donde junto a M. Moeller no pudieron rematar un brillante torneo ante D.Shapovalov & F.Aliassime, cayendo por 6-3, 3-6, 6-2.
Precisamente la Copa Davis Junior de Madrid fue el último torneo que jugaría Nicola Kuhn bajo la bandera de Alemania, ya que en 2016 se produjo su nacionalización como español gracias a un acuerdo impulsado por el esfuerzo del Consejo Superior de Deportes y la Liga de Fútbol Profesional y que propiciaba el deseo de Nico de jugar representando a España. El propio tenista manifestó que "llevo desde niño viviendo aquí, siempre me ha hecho ilusión jugar por mi país".
En 2016 siguió su progresión en el circuito ITF Junior consiguiendo dos grandes títulos, el ITF Junior Grado 2 de Benicarló y el ITF Junior Grado 1 Trofeo Juan Carlos Ferrero, donde se impuso en la final a Alejandro Davidovich por 6-3, 1-0 (ret.). Estos triunfos impulsaron a Nicola Kuhn a conseguir su mejor ranking ITF Junior, entrando dentro del top 5 a nivel mundial.
Tras cinco años en la JC Ferrero – Equelite Sports Academy, Nicola Kuhn decide dar un cambio de aires para seguir progresando en su carrera y decide volver a Torrevieja para trabajar con su entrenador de toda la vida, el argentino Pedro Caprotta en marzo de 2017.
En esta nueva etapa Nicola Kuhn sigue progresando en el raking ATP a pasos agigantados y cosechando títulos en su camino. Aunque su prioridad era participar en torneos ITF Futures y ATP Challenger, en junio de 2017 decidió disputar Roland Garros Junior y consiguió el campeonato en los dobles, donde junto al húngaro Zsomor Piros superaron a los estadounidenses Vasil Kirkov y Danny Thomas por 6-4, 6-4. En la categoría individual, Nicola Kuhn se tuvo que conformar con el subcampeonato al no poder superar al australiano Alexei Popyrin en un partido que acabó 7-6 (5), 6-3.

## Carrera como profesional

### 2017
Centrado en ascender puestos en el ranking ATP jugando torneos ITF Futures y ATP Challenger, recibe un wild card para la previa del Mutua Madrid Open 2017 que toma como posibilidad de ver su nivel ante los mejores tenistas del mundo y en su partido debut logra su primera victoria ante un top 100 ATP, el georgiano Nikoloz Basilashvili (61 del mundo) al que gana en dos sets (7-5, 6-0), gran victoria que no pudo repetir en segunda ronda donde cae con el estadounidense Ernesto Escobedo por 6-3, 6-2.
Tras esta gran victoria en Madrid, Nicola Kuhn, siguió con paso firme y con tan sólo 17 años conquistó su primer título profesional en Hungría, al imponerse en el torneo ITF Futures de Zamardi al húngaro Attila Balazs por 6-4 6-0.
En julio de este mismo año ganó su primer título ATP Challenger en el prestigioso Sparkassen Open de Braunschweig (Alemania) donde venció en la final al croata Galovic con un marcador de 2-6, 7-5, 4-2 hasta la retirada de su rival. De esta forma se convirtió a sus 17 años y 3 meses en el segundo jugador nacido en el año 2000 que lograba ganar un Challenger y en el 14.º tenista más joven de la historia en conseguir un Challenger, en una lista por delante de tenistas de la talla de Nadal, Djokovic, Del Potro o Zverev. Con este triunfo Nicola Kuhn consiguió meterse entre los 250 mejores jugadores del mundo en el ranking ATP.
En septiembre de 2017 debutó en un cuadro principal del circuito ATP gracias a un 'wild card' en ATP 250 de Shenzhen, donde se enfrentó al estadounidense Donald Young, octavo cabeza de serie, al que no pudo superar.

### 2018
En febrero de 2018 Nicola Kunh se quedó a las puertas de sumar el segundo título ATP Challenger de su carrera en Budapest, tras caer ante el canadiense Vasek Pospisil en un igualado partido que se resolvió en tres sets, 7-6 (3), 3-6, 6-3. Pero aunque no pudo llevarse el trofeo individual, Nicola Kuhn sí que consiguió ganar su primer Challenger en la modalidad de dobles junto al canadiense Felix Auger-Aliassime al superar a los hermanos Marin y Tomislav Draganja por 2-6, 6-2, 11-9.
Un mes más tarde, en marzo de 2018, Nicola Kuhn consigue una de sus victorias más importantes de su carrera en el ATP 1000 de Miami, donde participa tras un wild card para el cuadro final. Allí consigue su primera victoria en una prueba del ATP World Tour ante el norteamericano Darian King por 7-6 y 6-4, convirtiéndose en el segundo español más joven, sólo después de Rafa Nadal, en conseguirlo. Gracias a esta victoria, Nicola Kuhn, en abril de 2018, consigue su mejor ranking histórico rompiendo la barrera de los 200 mejores tenistas del mundo (196).
Tras unos meses protagonizados por problemas con las lesiones y en busca de dar un salto definitivo a la élite del tenis, en julio de 2018 comienza a entrenar con el exjugador profesional Iván Navarro en el Club Atlético Montemar de Alicante.
Una vez recuparado y con la vista en seguir progresando en el ranking termina el año con muy buenas sensaciones al llegar en noviembre a la final en el ATP Challenger de Canberra (Australia), donde cedió ante el australiano Jordan Thompson por 6-1, 5-7, 6-4, tras casi dos horas de partido.

### 2019
Nicola Kuhn empieza el año disputando la fase previa de su primer Grand Slam, el Australian Open, donde consigue ganar su partido de primera ronda tras derrotar a Stephane Robert por 6-4, 7-6(4), lo que le sirve para seguir adquiriendo experiencia en grandes torneos.
En el mes de abril, Kuhn aprovecha la invitación que le concedió el Barcelona Open Banc Sabadell-Trofeo Conde de Godó para volver a vencer a un top 100 y sumar su segunda victoria en el ATP World Tour al derrotar al argentino Federico Delbonis por 7-6(3), 4-6, 6-2.
A finales de junio comienza a trabajar bajo las órdenes del alemán Steffen Neutert, quien en los últimos años ha ejercido como su segundo entrenador algunas semanas al año, y que además es el capitán del equipo alemán de tenis BASF, a quien Nicola Kuhn representa durante la Bundesliga.
Bajo el mandato de Steffen, Nico consigue su segundo título Challenger en El Espinar (Segovia) ante el ruso Pavel Kotov por 6-2 y 7-6, completando un gran torneo en el que no cedió ni un solo set durante el mismo y unió de esta forma su nombre a otros ganadores ilustres como Rafael Nadal, Juan Martíin Del Potro, Fernando Verdasco o Feliciano López. Con este triunfo Nicola Kunh volvió a meterse entre los 200 mejores tenistas del mundo y consiguió su mejor ranking ATP hasta la fecha.

## Curiosidades y aficiones
De padre alemán y madre rusa, Nico habla español, alemán, inglés y ruso con fluidez y como aficiones le encantan los perros, los coches, la música, la pesca, el cine y jugar al golf. Desde 2018 se ha manifestado abiertamente seguidor del Real Betis Balompié, al que va a ver sus partidos siempre que tiene ocasión y para el que ha protagonizado actos de apoyo junto a las peñas del equipo y jugadores como Joaquín Sánchez.

## Challenger Series (2)
| N.º | Fecha               | Torneo                     | Superficie    | Oponente       | Resultado          |
| --- | ------------------- | -------------------------- | ------------- | -------------- | ------------------ |
| 1.  | 15 de julio de 2017 | Challenger de Braunschweig | Tierra batida | Viktor Galović | 2-6, 7-5, 4-2 ret. |
| 2.  | 4 de agosto de 2019 | Challenger de Segovia      | Dura          | Pavel Kotov    | 6-2, 7-6(4)        |

## Clasificación histórica
- Actualizado a 21 de septiembre de 2020.

| Torneo | 2018 | 2019 | 2020 | Títulos | G-P | %   |
| --- | ---- | ---- | ---- | ------- | --- | --- |
| Torneos de Grand Slam |      |      |      |         |     |     |
| A. Australia | A    | Q2   | Q1   | 0 / 0   | 0-0 | 0 % |
| Roland Garros | A    | A    | Q1   | 0 / 0   | 0-0 | 0 % |
| Wimbledon | A    | A    | ND   | 0 / 0   | 0-0 | 0 % |
| Abierto EE. UU. | A    | Q2   | A    | 0 / 0   | 0-0 | 0 % |
| Títulos | 0    | 0    |      | 0 / 0   | 0-0 | 0%  |
| Ganados-Perdidos | 0-0  | 0-0  | 0-0  | 0 / 0   | 0-0 | 0%  |
| |      |      |      |         |     |     |
| Leyenda: G: Torneo ganado; F: Finalista; SF: Semifinalista; CF: Cuartos de final; R: Rondas previas; RR: Round Robin; PO: Repesca; A: Ausente; G-P: Ganados-Perdidos. |      |      |      |         |     |     |